# Lamoni
Lamoni is een plaats (city) in de Amerikaanse staat Iowa, en valt bestuurlijk gezien onder Decatur County.

## Demografie
Bij de volkstelling in 2000 werd het aantal inwoners vastgesteld op 2444. In 2006 is het aantal inwoners door het United States Census Bureau geschat op 2488, een stijging van 44 (1,8%).

## Geografie
Volgens het United States Census Bureau beslaat de plaats een oppervlakte van 8,5 km², waarvan 8,3 km² land en 0,2 km² water.

## Plaatsen in de nabije omgeving
De onderstaande figuur toont nabijgelegen plaatsen in een straal van 20 km rond Lamoni.